# Maja Žvanut
Maja Žvanut (r. Capuder), slovenska zgodovinarka in umetnostna zgodovinarka, * 3. april 1948, Ljubljana.

## Življenje in delo
Po končani srednji šoli je študirala na ljubljanski Filozofski fakulteti in tam 1973 diplomirala ter 1993 doktorirala. Leta 1983 se je zaposlila v Narodnem muzeju Slovenije v Ljubljani, od 1996 kot muzejska
svetnica, v katerem je v letih 1989−1997  vodila oddelek za zgodovino in uporabno umetnost. Leta 1996 je bila na Univerzi v Mariboru izvoljena za docentko. Žvanutova se posveča obdobju slovenske zgodovine med srednjim vekom in 18. stoletjem ter varstvu kulturne dediščine. V Narodnem muzeju je kot glava avtorica ali sodelavka pripravila nekaj odmevnih razstav: Slovenci v 16. stoletju, 1986; Gotika v Sloveniji, Svet predmetov, 1995. Objavila je več knjig. Leta 1987 je za ustvarjanje na kulturnem področju prejela Župančičevo nagrado in 2004 Valvasorjevo nagrado za življenjsko delo.